# George Hume Steuart
George Hume Steuart (24 août 1828 – 22 novembre 1903) est un planteur du Maryland et officier américain ; il sert pendant treize ans dans l'armée des États-Unis avant de démissionner de sa commission au début de la guerre de Sécession. Il rejoint la Confédération, et atteint le grade de brigadier général dans l'armée de Virginie du Nord. Surnommé « Maryland » pour éviter la confusion verbale avec le cavalier de Virginie J. E. B. Stuart, Steuart promeut, sans succès, la sécession du Maryland, avant et pendant le conflit. Il commence la guerre en tant que capitaine du 1st Maryland Infantry, CSA, et est promu colonel après la première bataille de Bull Run.
En 1862, il devient brigadier général. Après un bref commandement dans la cavalerie, il est réaffecté dans l'infanterie. Blessé à Cross Keys, Steuart est hors de combat pendant près d'un an, le temps qu'il récupère d'une blessure à l'épaule. Il est réaffecté dans l'armée de Lee, peu de temps avant la bataille de Gettysburg. Steuart est capturé lors de la bataille de Spotsylvania Court House, et est échangé au cours de l'été de 1864. Il occupe un commandement dans l'armée de Virginie du Nord pendant le reste de la guerre. Steuart est parmi les officiers de Robert E. Lee, quand il se rend à Ulysses S. Grant à Appomattox Court House.
Steuart passe le reste de sa longue vie à l'exploitation d'une plantation dans le comté d'Anne Arundel, Maryland. À la fin du XIXe siècle, il rejoint les vétérans confédérés unis et devient commandant de la division du Maryland.

## Jeunesse et famille

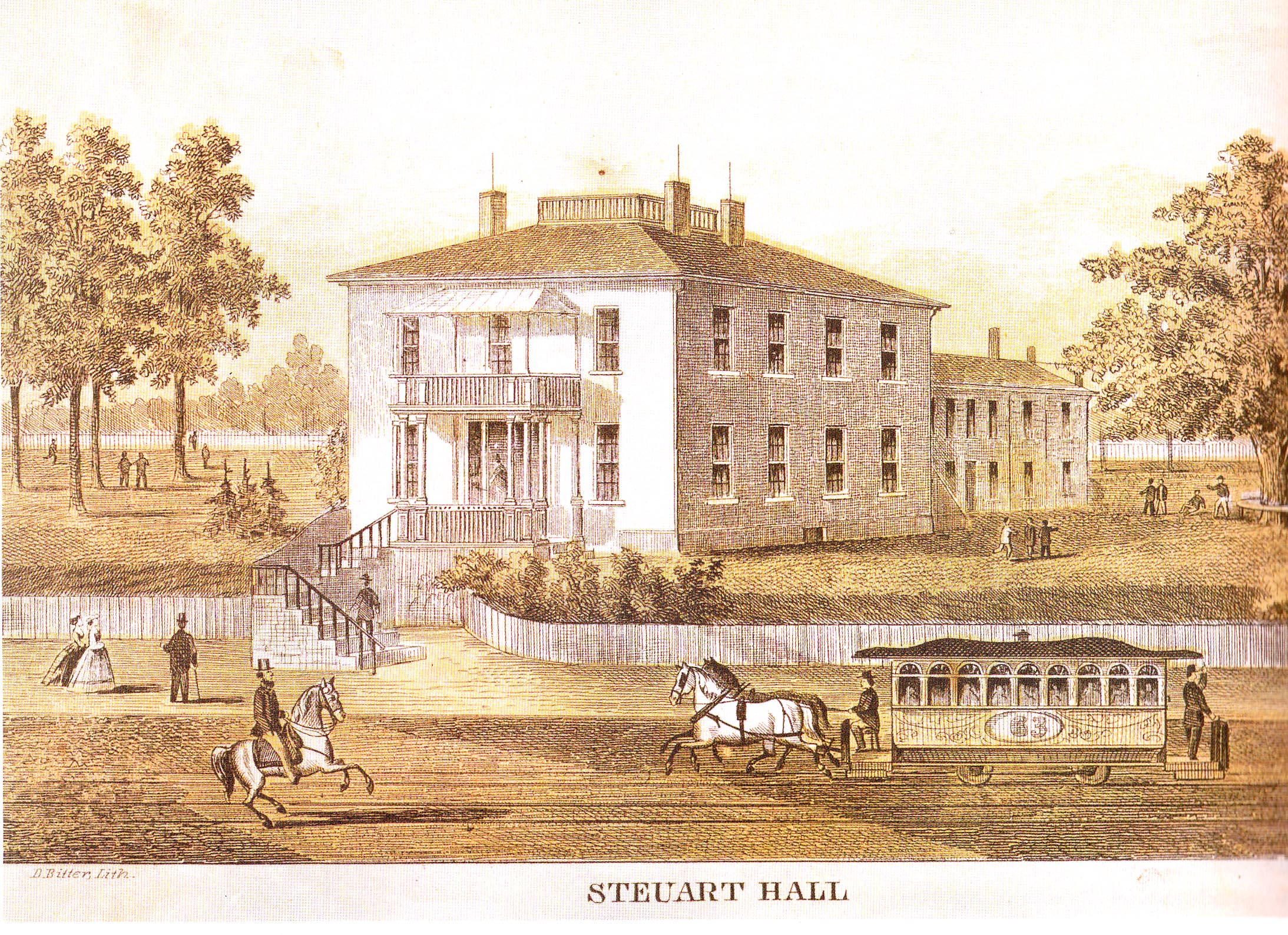
Maryland Square, plus tard connu comme le Steuart Hall, c1868.

George Hume Steuart naît le 24 août 1828 dans une famille d'origine écossaise à Baltimore. Aîné de neuf enfants, il est élevé dans le domaine de sa famille à l'ouest de Baltimore, connu comme le carré de Maryland, situé près de l'actuel carrefour des rues de Baltimore et de Monroe. La famille de Steuart est de riches propriétaires de plantations et fervents partisans de l'esclavage, dont elle dépend pour le travail.
Les Steuarts ont une longue tradition de service militaire. Il est le fils du major-général George H. Steuart, du comté d'Anne Arundel, Maryland, qui a servi et a été blessé lors de la guerre de 1812, et avec lequel il est souvent confondu. Les résidents de Baltimore se réfèrent au père et au fils comme « vieux général » et « jeune général ». L'aîné Steuart hérite d'environ 2 000 acres (8,1 km2) de terres vers 1842, y compris une ferme à Mount Steuart, et environ 150 esclaves, un grand nombre dans la partie supérieure du Sud.
Steuart est le petit-fils du Dr James Steuart, un médecin qui a servi lors de la guerre d'indépendance, et l'arrière-petit-fils du Dr. George H. Steuart, un médecin qui a émigré au Maryland en provenance de Perthshire, en Écosse, en 1721, et était lieutenant-colonel de la milice montée sous l'autorité du gouverneur Horatio Sharpe.

## Débuts militaires
Steuart est élève à l'académie militaire de West Point entre le 1er juillet 1844  et le 1er juillet 1848, diplômé 37e dans la promotion 1848, à l'âge de dix-neuf ans. Steuart est affecté en tant que second lieutenant dans le 2nd Dragoons, un régiment de cavalerie qui sert à la frontière luttant contre les Indiens. Il sert dans les Jefferson Barracks, dans le Missouri, en 1848, réalise un service sur la frontière à fort Leavenworth, au Kansas, en 1849, et participe à une expédition dans les montagnes Rocheuses en 1849. Il est promu premier lieutenant en 1855 dans le 1st U.S. Cavalry et plus tard au cours de l'année capitaine.
Il participe activement à l'expédition contre les Cheyennes de l'armée américaine de 1856, la guerre de l'Utah contre les mormons dans les années 1857-1858, et l'expédition contre les Comanches de 1860.
Il épouse Maria H. Kinzie le 14 janvier 1858. Le couple se rencontre dans le Kansas, et, une fois marié, vit au fort Leavenworth, bien qu'ils soient séparés pendant de longues périodes, tandis que Steuart est en campagne et stationne dans des postes frontières éloignés (dont le camp Alert au Kansas). Ils ont deux filles, Marie (née en 1860) et Ann (née en 1864).

## Guerre de Sécession

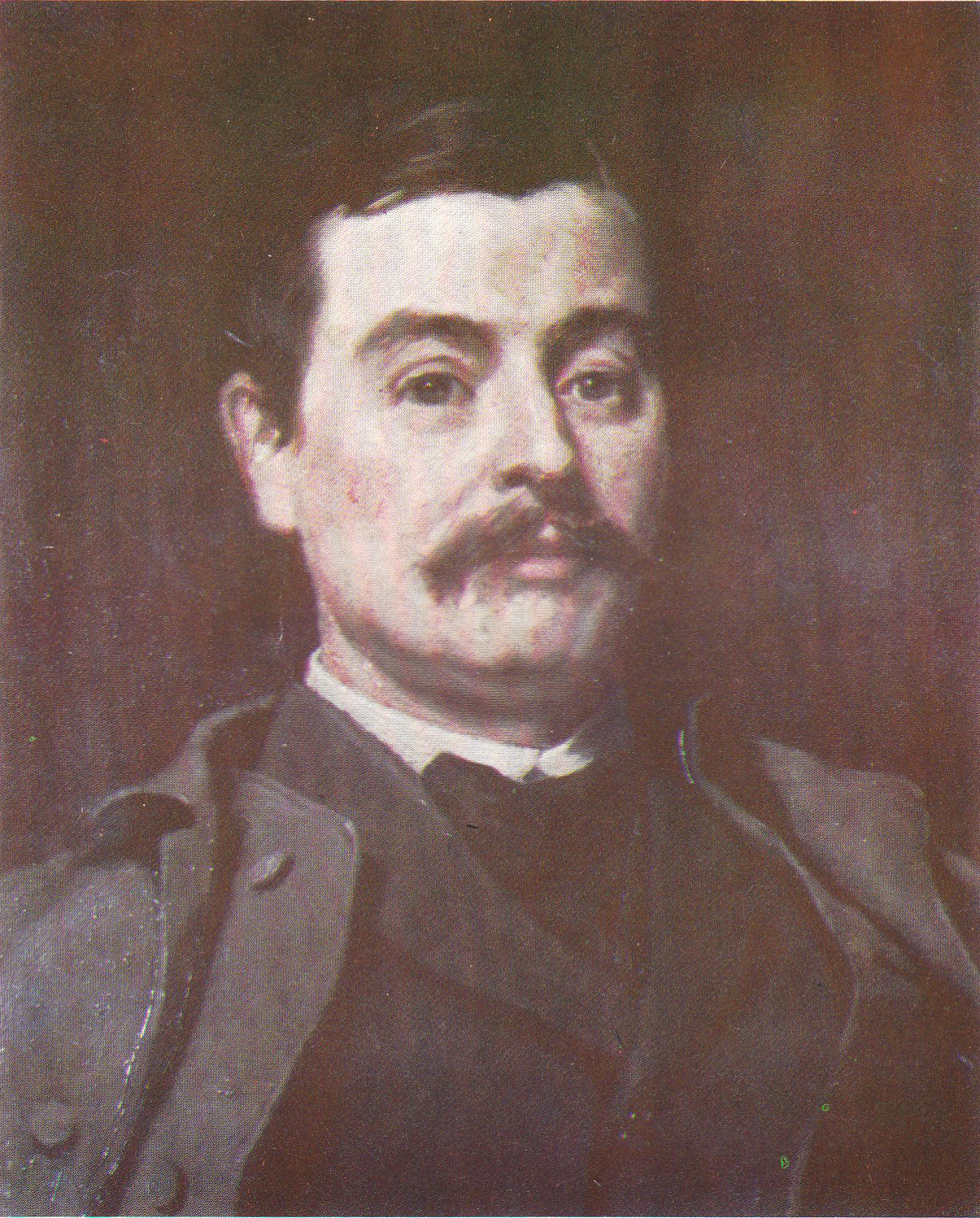
Portrait du brigadier général George H. Steuart.

Même si le Maryland ne fait pas sécession de l'Union,  la fidélité de Steuart reste avec le Sud, tout comme celle de son père. Il commande l'une des milices de la ville de Baltimore au cours de l'émeute du mois d'avril 1861, à la suite de laquelle les troupes fédérales occupent Baltimore, un incident qui est sans doute le premier affrontement armé de la guerre de Sécession.
Steuart démissionne de sa commission capitaine le 16 avril 1861 et bientôt il entre au service de l'armée confédérée en tant que capitaine de cavalerie. Lui et son père sont déterminés à faire tout leur possible pour empêcher les soldats de l'Union d'occuper le Maryland. Le 22 avril, Steuart écrit à Charles Howard, président du conseil d'administration de la police de Baltimore :

« Si les troupes du Massachusetts sont en train de marcher [sur Annapolis] je vais être en mouvement très tôt demain matin pour leur présenter mes hommages. »

Cependant, les événements ne tournent pas en leur faveur et, dans une lettre à son père, Steuart écrit :

« Je n'ai rien trouvé, sauf du dégoût de mes observations le long de la route, et à l'endroit où j'allais - une grande majorité de la population est de folle à l'idée de loyauté à l'Union et la législature est réduite et peu fiable que je me réjouis d'entendre qu'ils ont l'intention de l'ajourner... il me semble que nous sommes condamnés à être foulés par ces troupes qui ont pris possession militairement de notre État, et semblent déterminés à commettre toutes les atrocités d'une armée d'invasion. »

Les efforts de Steuart pour persuader le Maryland de faire sécession de l'Union sont vains. Le 29 avril, la legislature du Maryland vote à 53 voix contre 13 contre la sécession. L'État est rapidement occupé par les soldats de l'Union afin de prévenir tout réexamen. La décision de Steuart de démissionner de sa commission et de rejoindre les rebelles coûte bientôt cher à sa famille. Le manoir de Steuart à Maryland Square est confisqué par l'armée de l'Union et l'hôpital Jarvis est érigé sur la propriété, pour soigner les blessés fédéraux. Cependant, Steuart est salué par la Confédération comme « l'un des fils les plus doués du Maryland », et les habitants du Sud espèrent que d'autres Marylanders suivront son exemple.

### Première bataille de Bull Run
Steuart devient rapidement lieutenant-colonel du nouvellement formé 1st Maryland Infantry, servant sous les ordres du colonel Arnold Elzey et il combat avec distinction lors de la première bataille de Bull Run, prenant part à la charge met en déroute de l'armée de l'Union. Très peu de temps après, il est promu colonel et assume le commandement du régiment, succédant à Elzey qui est promu brigadier général. Il ne tarde pas à acquérir une réputation d'adepte d'une discipline stricte et gagne l'admiration de ses hommes bien qu'il soit d'abord impopulaire. On raconte que Steuart a ordonné à ses hommes de balayer la saleté à l'intérieur de leurs bivouacs et, un peu plus excentrique, a tendance à se faufiler à travers les lignes derrière les sentinelles non averties, afin de tester leur vigilance. À une occasion, ce plan se retourne contre lui, lorsque Steuart est bastonné et roué de coups par une sentinelle qui affirme plus tard ne pas avoir reconnu le général. Finalement, cependant, le «  système rigide de discipline [de Steuart] tranquillement et rapidement conduit à la santé et le moral de ce splendide commandement ». Selon le commandant W W Goldsborough, qui sert dans l'infanterie du Maryland de Steuart à Gettysburg : « ...ce n'était pas seulement son amour pour un camp propre, mais un désir de promouvoir la santé et le confort de ses hommes qui l'ont rendu inflexible à propos du respect des règles sanitaires. Vous pouvez l'influencer sur certaines choses, mais jamais sur cela ». George Wilson Booth, un jeune officier du commandement de Steuart à Harper's Ferry en 1861, se rappelle dans ses mémoires : « le régiment, sous sa main de maître, a rapidement fait la preuve de qualités martiales qui en font la fierté de l'armée et a placé la renommée du Maryland au tout premier plan des États du Sud ». D'autres historiens sont moins aimables, voyant Steuart comme un « tyran dur et méchant » et comme un « adepte cruel de la discipline », ce qui suggère que cette discipline de « l'ancienne armée » n'est pas la meilleure façon de mouler et de mener qui est essentiellement une armée de citoyens.

### Campagne de la Shenandoah et première bataille de Winchester

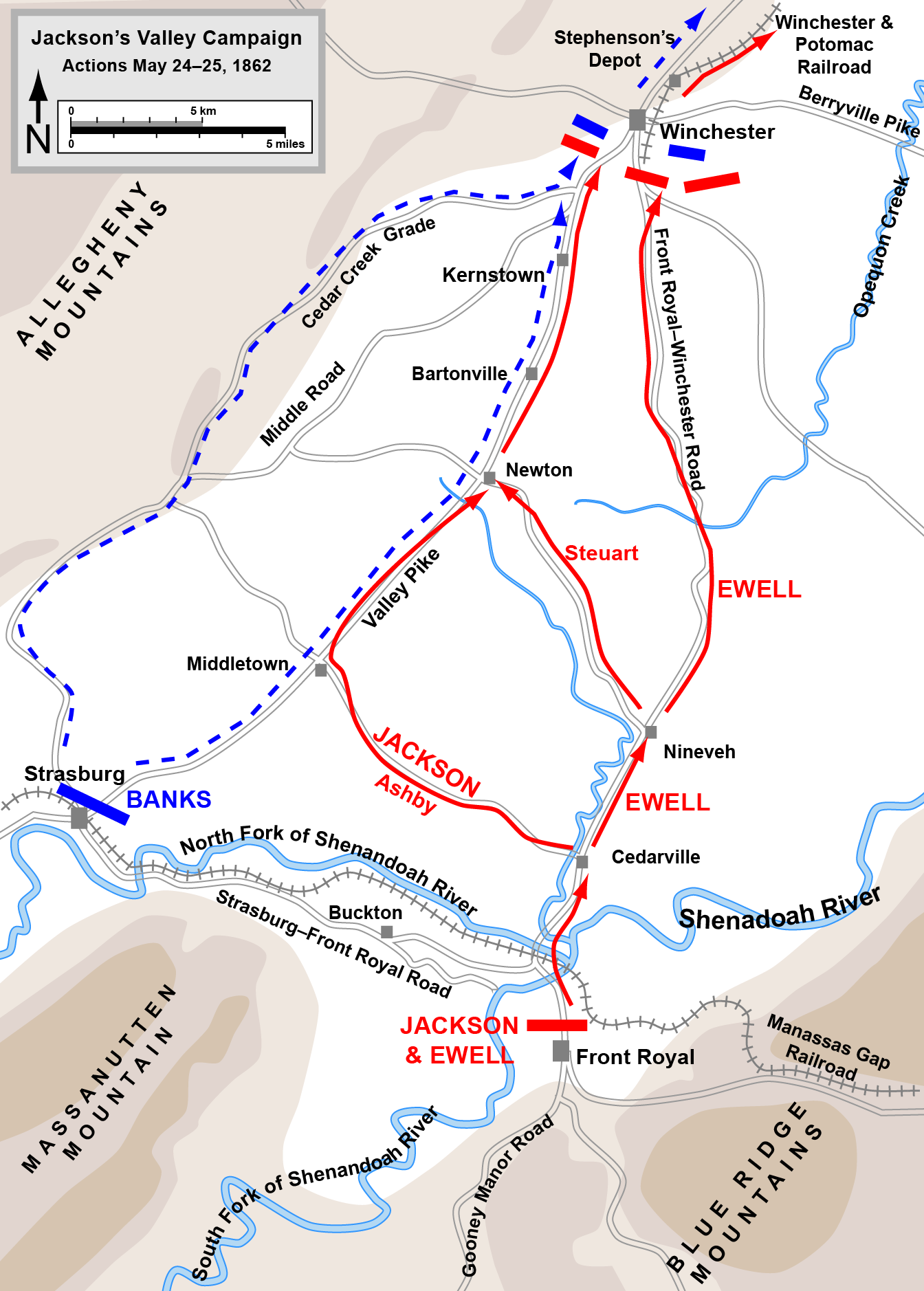
Actions & Front Royal lors de la première de bataille de Winchester, les 24 mai- 1862- et 25 mai 1862
Confédération
Union

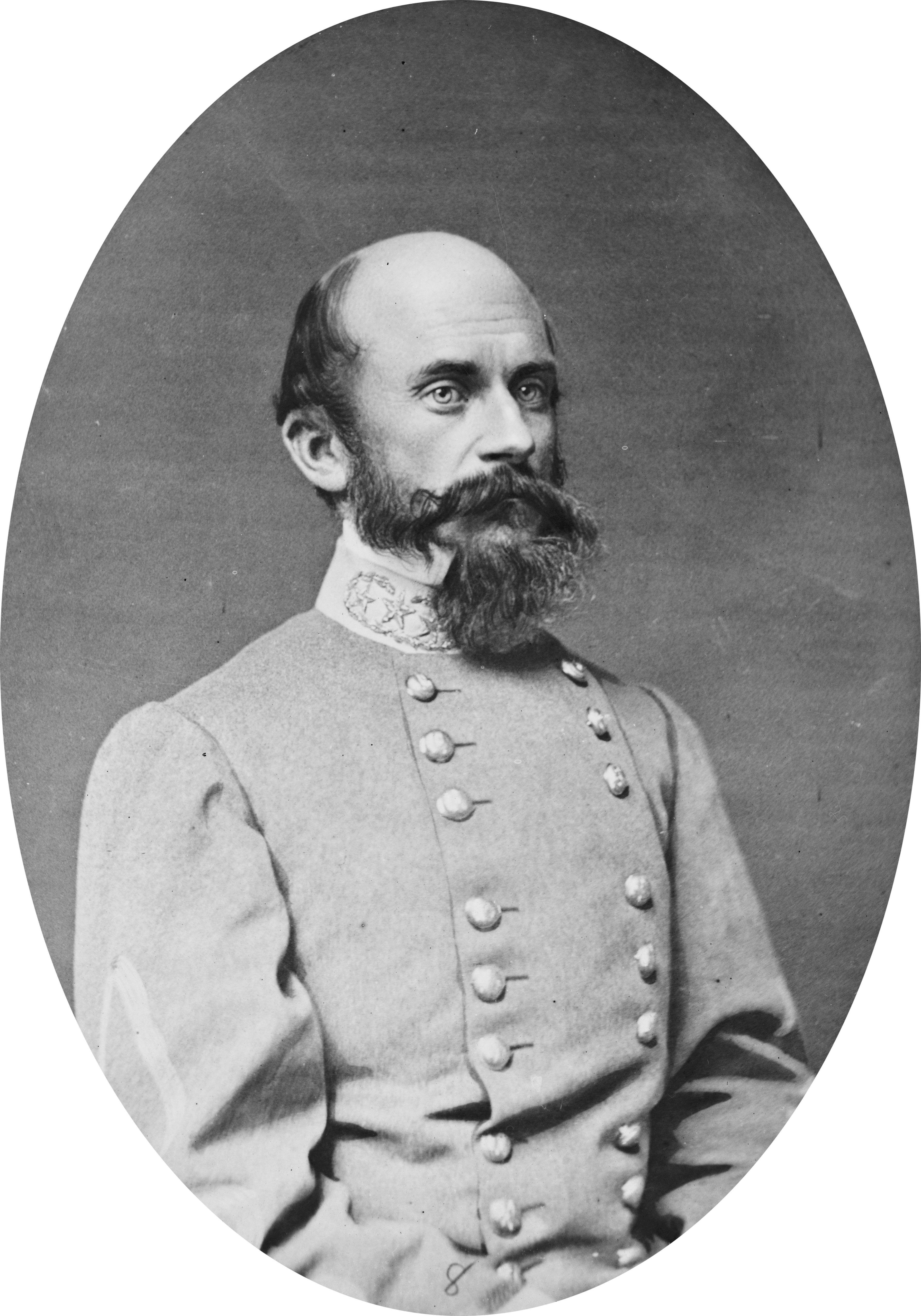
Général Richard S. Ewell, commandant divisionnaire de Steuart, est surpris par la lenteur de Steuart à Winchester.

Steuart est promu brigadier général le 6 mars 1862, commandant une brigade de la division du major-général Richard S. Ewell au cours de la campagne de la vallée de la Shenandoah de Stonewall Jackson. Le 24 mai, Jackson donne à Steuart le commandement de deux régiments de cavalerie, le 2nd et le 6th Virginia Cavalry. Lors de la première bataille de Winchester, le 25 mai 1862, l'armée de Jackson est victorieuse, et l'infanterie fédérale vaincue se retire dans la confusion. Les conditions sont maintenant parfaites pour la cavalerie pour achever la victoire, mais aucune des unités de cavalerie ne peut être trouvée pour en tirer avantage. Jackson se plaint : « jamais il n'y a eu une telle chance pour la cavalerie ! Oh que ma cavalerie étaient en place ! ». L'infanterie épuisée est forcée d'avancer à nouveau, tandis que le lieutenant Sandie Pendleton de l'état-major de Jackson est envoyé à la recherche de Steuart.
Pendleton trouve finalement Steuart et lui donne l'ordre de poursuivre l'armée en retraite de Banks, mais le général retarde, perdant un temps précieux du point de vue des usages militaires. Il refuse d'obéir à l'ordre jusqu'à ce que cela arrive au général Ewell, son commandant de division. Les voies appropriées n'ont pas été suivies. Pendleton frustré chevauche ensuite trois kilomètres deux cents (deux miles) pour trouver Ewell, qui donne dûment l'ordre, mais « semble surpris que le général Steuart ne soit pas parti immédiatement ».
Steuart donne finalement la chasse et dépasse l'avance de l'infanterie confédérée, ramassant beaucoup de prisonniers, mais, comme une conséquence de ce retard, la cavalerie confédérée, ne s'abat pas sur l'armée fédérale, jusqu'à ce qu'elle soit, selon les mots du rapport de Jackson, « au-delà de la portée d'une poursuite réussie ». Jackson continue : « Il y a de bonnes raisons de croire que si la cavalerie avait joué son rôle dans cette poursuite, seule une petite partie de l'armée de Banks aurait pu sa échapper vers le Potomac ».
Il reste difficile de savoir précisément pourquoi Steuart était réticent à poursuivre l'armée défaite de Banks avec plus de vigueur, et les archives contemporaines renseignent peu sur la question. Il se peut que ses treize années d’entraînement comme officier de cavalerie le conduisent à obéir à la lettre aux ordres, avec peu ou pas de place pour l'initiative personnelle, ou de variation du processus strict attendu. Aucune accusation n'est portée contre lui, cependant, en dépit de la réputation de Jackson comme adepte strict de la discipline. Il est possible que la clémence de Jackson soit à relier avec la forte volonté de la Confédération de recruter des Marylanders pour la cause du Sud, et qui nécessite d'éviter d'offenser les Marylanders qui peuvent être tentés de se joindre à l'armée de Lee.
Peu après Winchester, le 2 juin, Steuart est impliqué dans un incident regrettable, dans lequel le 2nd Virginia Cavalry ouvre, à tort, le feu sur les 27th Virginia Infantry. Les colonels Thomas Flournoy et Thomas T. Munford partent voir le général Ewell et demandent que leurs régiments, le 6th et le 2nd Virginia Cavalry, soient transférées dans le commandement d'Ashby Turner, récemment promu brigadier général. Ewell accepte, et transmet la demande à Jackson pour l'approbation finale. Jackson donne son consentement, et pour le reste de la guerre, Steuart sera un commandant d'infanterie.

### Bataille de Cross Keys
Lors de la bataille de Cross Keys (8 juin 1862), Steuart commande le 1st Maryland Infantry, qui est attaqué par une force fédérale bien plus importante et la défait. Cependant, Steuart est gravement blessé à l'épaule par de la mitraille, et doit être transporté hors du champ de bataille. Une balle d'un obus à mitraille l'a frappé à l'épaule et lui a cassé la clavicule, provoquant une « horrible plaie ». La blessure ne guérit pas bien, et ne parvient à s'améliorer qu'à partir du moment où la balle est enlevée par la chirurgie en août. Cela l'empêche de retourner sur le terrain pendant presque une année entière, jusqu'en mai 1863.

### Campagne de Gettysburg et progression dans le Maryland

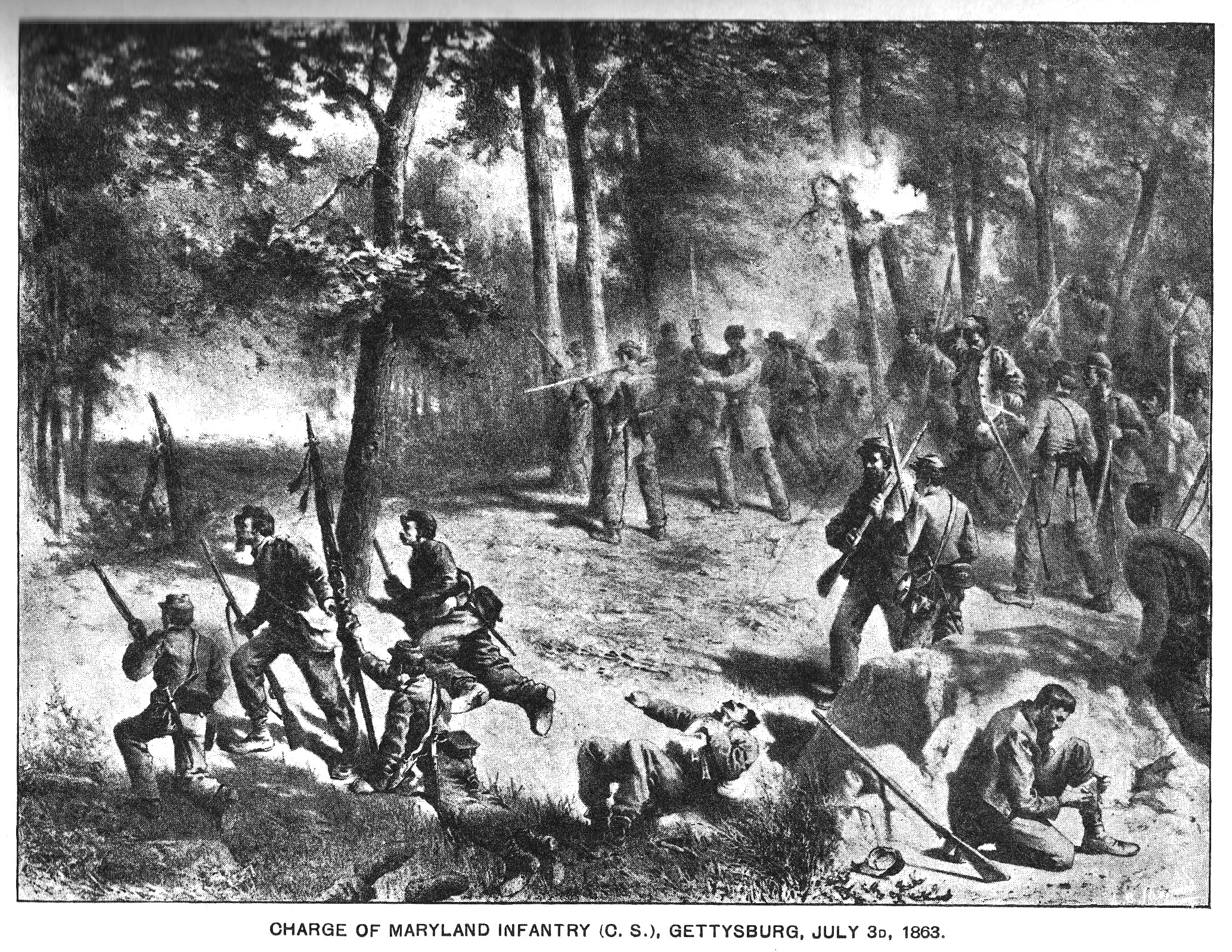
Charge de la 2nd Maryland Infantry, CSA dans l'enclos d'abattage (slaughterpen) à Culp's Hill, lors de la bataille de Gettysburg, le 3 juillet 1863. Les victimes ont été si importantes parmi les Marylanders qu'on dit que Steuart s'est arrêté et a pleuré, se tordant les mains et en criant : mes pauvres gars.

Après son rétablissement et à son retour dans l'armée, Steuart est affecté par le général Robert E. Lee, au commandement de la troisième brigade, une force d'environ 2 200 hommes dans la division du major général Edward « Allegheny » Johnson de l'armée de Virginie du Nord. L'ancien commandant de la brigade, le brigadier général Raleigh Colston, a été relevé de son commandement par Lee, qui est déçu par sa performance lors de la bataille de Chancellorsville. La brigade se compose des régiments suivants : le 2nd Maryland (successeur du 1st Maryland dissous), le 1st et le 3rd North Carolina, et le 10th, 23rd, et 37th Virginia. Les rivalités entre les différents régiments des États sont un problème récurrent dans la brigade et Lee espère que Steuart, avec sa poigne de l'« ancienne l'armée », sera en mesure de les souder ensemble efficacement. En outre, à cette époque de la guerre, Lee est désespérément à court d'officiers supérieurs expérimentés. Cependant, Steuart n'est en poste que depuis un mois au moment de la campagne de Gettysburg.
En juin 1863, l'armée de Lee avance dans le nord du Maryland, portant la guerre dans le territoire de l'Union pour la deuxième fois. On dit que Steuart est descendu de son cheval, a embrassé sa terre natale et se tenait sur sa tête en jubilant. Selon l'un de ses aides : « Nous aimions le Maryland, nous sentions qu'elle était dans la servitude, contre sa volonté, et nous brûlions d'envie d'avoir un rôle dans sa libération ». Le quartier maître John Howard se rappelle que Steuart effectue « dix-sept double sauts périlleux » tout en sifflant, Maryland, My Maryland. Ces célébrations vont s'avérer de courte durée, car la brigade de Steuart est bientôt gravement endommagée lors de la bataille de Gettysburg (du 1er au 3 juillet 1863). Au premier abord toutefois, l'avance au nord de Lee se passe bien. Lors de la seconde bataille de Winchester (13 au 15 juin 1863), Steuart combat avec la division de Johnson, en aidant à achever la victoire confédérée, au cours de laquelle sa brigade fait environ 1 000 prisonniers et subit relativement peu de pertes, 9 tués, 34 blessés.

### Bataille de Gettysburg

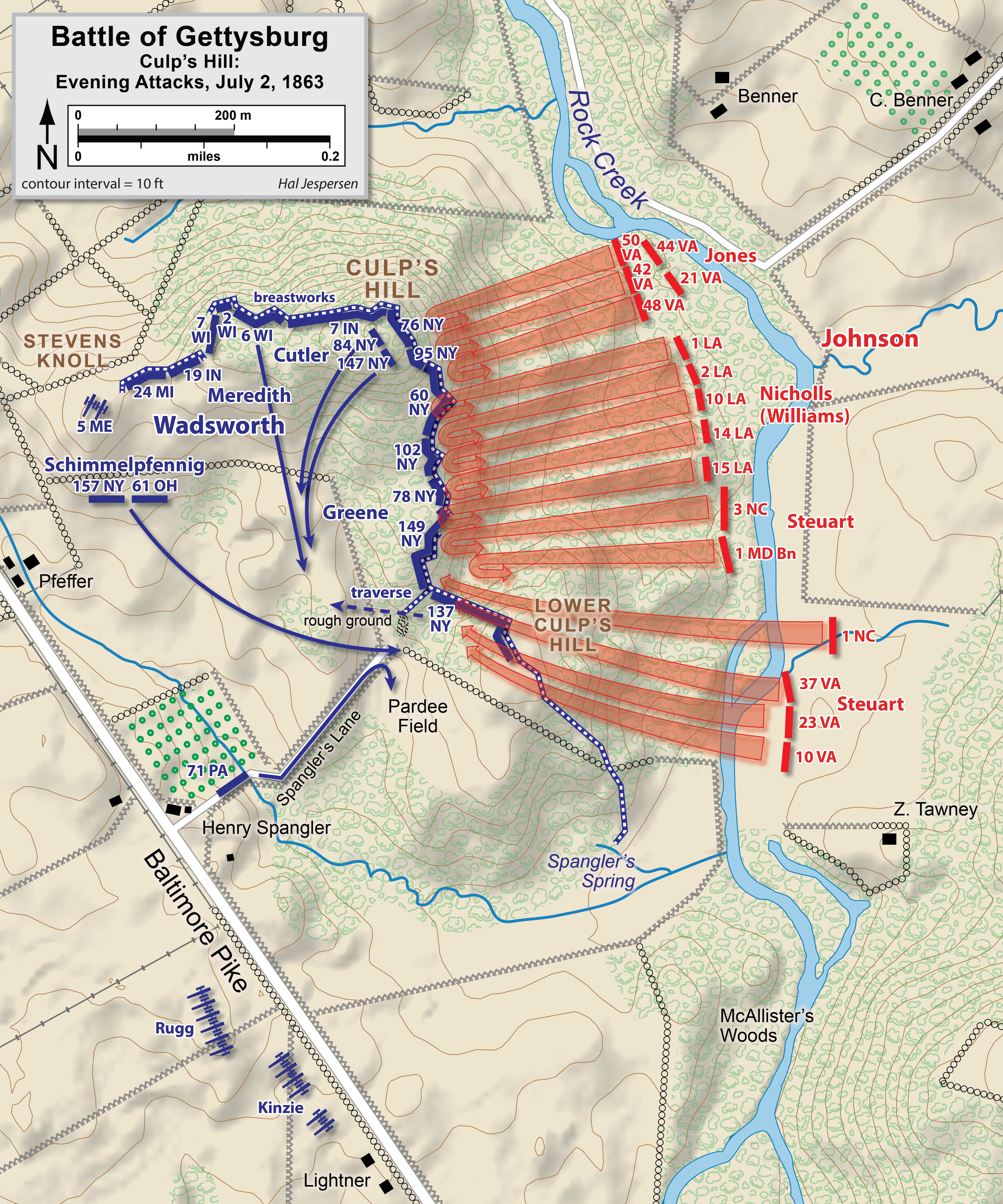
Assaut de Steuart sur le bas de Culp's Hill à la bataille de Gettysburg.

La bataille de Gettysburg (du 1er au 3 juillet 1863) marque un tournant dans la guerre, et la fin la progression de Lee. Les hommes de Steuart arrivent à Gettysburg « épuisés et ayant mal aux pieds... un peu avant le crépuscule » dans la soirée du 1er juillet, à la suite d'une marche de 210 kilomètres (130 miles) en provenance de Sharpsburg, « beaucoup d'entre eux, pieds nus ». Les hommes de Steuart attaquent la ligne de l'Union, dans la nuit du 2 juillet, gagnant du terrain entre le bas de Culp's Hill et le mur de pierre près de Spangler's Spring. Mais des renforts frais fédéraux  bloquent sa progression, et aucun autre terrain n'est pris. Au cours de la nuit une grande quantité d'artillerie de l'Union est acheminée sur place, dont le bruit laisse penser à Steuart, optimiste, que l'ennemi est en retraite avec ses wagons.
Le matin du 3 juillet révèle la pleine mesure des défenses de l'Union, alors que l'artillerie ennemie ouvre le feu à une distance de 500 mètres avec un « feu fantastique et exaspérant », suivi d'un assaut féroce contre la position de Steuart. Le résultat est un « terrible carnage » de la troisième brigade, qui combat pendant de nombreuses heures sans aide, épuisant ses munitions, mais réussissant à tenir sa position. Puis à la fin le matin du 3 juillet, Johnson ordonne une charge à la baïonnette contre les lignes ennemies bien fortifiées, « confiant en leur capacité à les balayer et à prendre l'ensemble de la ligne de l'Union à revers ». Steuart est consterné, et est fortement critique à propos de l'attaque, mais les ordres directs ne peuvent pas être désobéis et Steuart donne l'ordre au « côté gauche » et à la « file de droite », en envoyant ses hommes sur un lourd feu d'enfilade. La troisième brigade de Steuart avance contre les parapets de l'Union et tente à plusieurs reprises de prendre le contrôle de Culp's Hill, une partie essentielle de la ligne défensive de l'armée de l'Union. Le résultat est un « abattoir », alors que le deuxième du Maryland et le troisième de Caroline du Nord chargent courageusement une position bien défendue fortement tenue par trois brigades, atteignant à près de vingt pas les lignes ennemies. Les pertes sont si sévères parmi ses hommes, qu'on raconte que Steuart s'arrête et pleure, se tordant les mains et en criant : « mes pauvres gars ». Dans l'ensemble, l'attaque infructueuse contre Culp's Hill coûte à la division de Johnson près de 2 000 hommes, dont 700 sont comptabilisés parmi la seule brigade de Steuart — beaucoup plus que tout autre brigade de la division. À Hagerstown, le 8 juillet, sur la force de 2 200 hommes présents avant la bataille, seulement 1 200 hommes sont présents pour le service. Le taux de victimes parmi le deuxième du Maryland et le troisième de Caroline du Nord s'élève entre la moitié et les deux tiers, en l'espace d'à peine dix heures.
Même si Steuart a combattu avec courage, dans des conditions extrêmement difficiles, ni lui, ni aucun autre officier est cité par Johnson dans son rapport. Gettysburg marque le point culminant de la Confédération ; par la suite, l'armée de Lee retraite jusqu'à sa reddition finale au général Grant à Appomattox Court House.

### Bataille de Payne's Farm
Au cours de l'hiver 1863, les Marylanders de Steuart participent encore à la bataille de Mine Run, aussi connue comme la bataille de Payne's Farm. Le 27 novembre, la brigade de Steuart est parmi les premières à être attaquées par les soldats de l'Union, et Johnson lui-même accourt à l'aide de Steuart, amenant des renforts. Steuart fermant la marche des confédérés, arrête sa brigade et forme rapidement une ligne de bataille sur la route pour repousser l'attaque de l'Union. Un combat confus s'ensuit au cours de laquelle les confédérés reculent, subissant de lourdes pertes, mais empêchent une percée de l'Union. Steuart lui-même est blessé pour la deuxième fois, subissant une blessure à son bras. Selon un marqueur historique qui commémore l'engagement, « l'audace [de Steuart] à contre une force nettement supérieure... a contribué à bloquer l'avance de l'ensemble de l'armée de l'Union ».

### Bataille de la Wilderness
Au cours de l'été de 1864, Steuart participe à des combats sévères lors de la bataille de la Wilderness (5-7 mai 1864). Steuart conduit son infanterie de la Caroline du Nord contre deux régiments de New York, causant à l'Union des pertes de près de 600 hommes. Au cours de la bataille, son frère, le lieutenant William James Steuart, est gravement blessé à la hanche, et est envoyé à la gare de Guinea, un hôpital pour les officiers à Richmond, en Virginie. Là, le 21 mai 1864, il meurt de ses blessures. Un ami de la famille à l'université de Virginie écrit à leur père en deuil :
« Vous ne m'en voudrez pas, je pense, avec l'intrusion dans le caractère sacré de votre chagrin, si je ne peux pas aider en donnant l'expression de ma profonde, sincère sympathie à votre grand chagrin. Vous avez fait tant de sacrifices pour la cause juste là, que je sais que vous allez présenter cette dernière et la plus précieuse offrande aussi avec la force de votre caractère et la soumission d'un Chrétien. Encore, je sais que la valeur de ce fils avait été vos intérêts, comment chers à votre cœur, et je ne peux pas vous dire avec quel profond et sincère chagrin j'ai appris votre terrible perte. »

### Catastrophe à Spotsylvania

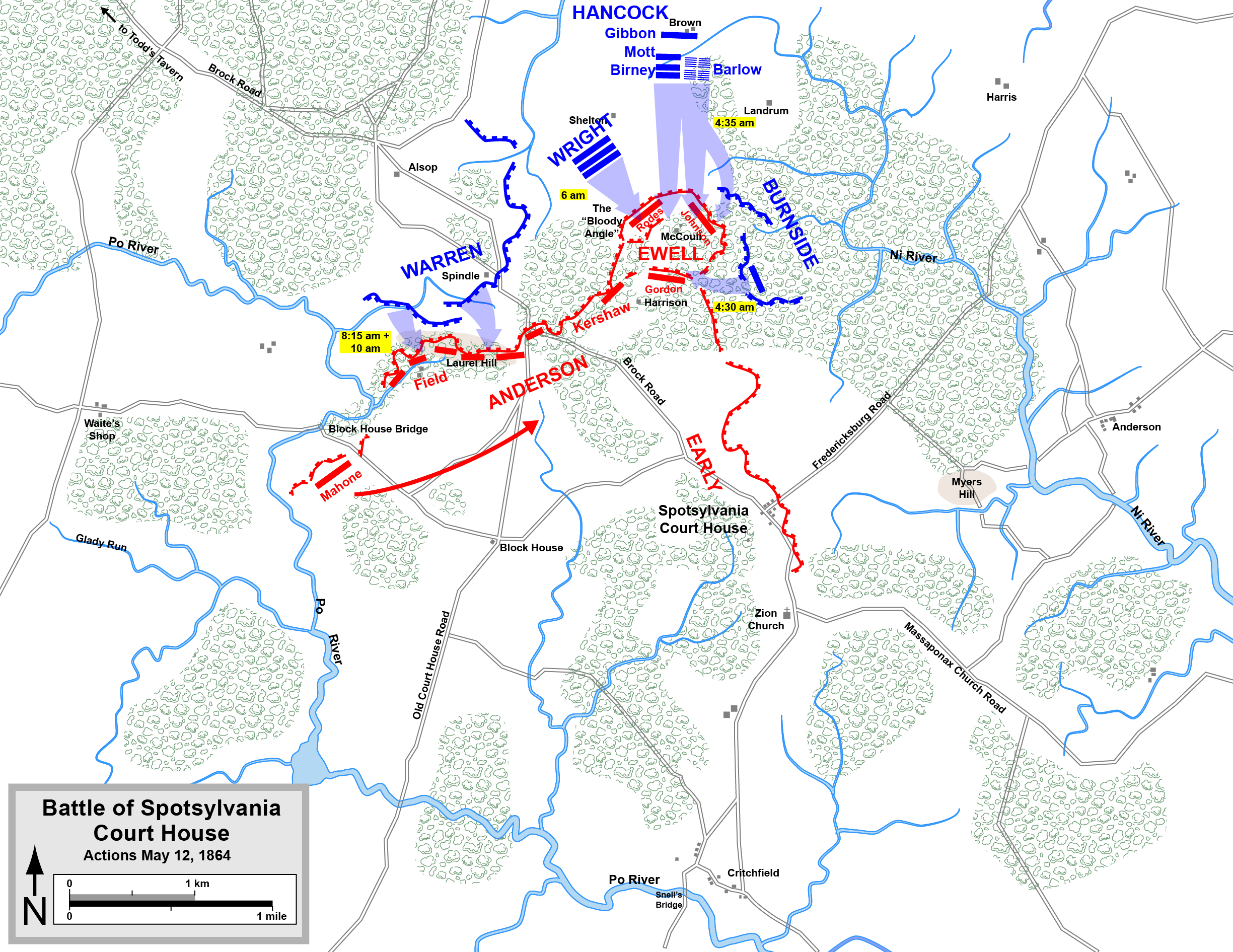
Carte de la bataille de Spotsylvania Court House, montrant de saillant de la Mule Shoe où Steuart est capturé par le IIe corps du général Winfield S. Hancock le 12 mai 1864

Peu de temps après, lors de la bataille de Spotsylvania Court House (8-21 mai 1864), Steuart est capturé, avec la plupart de sa brigade, lors du combat violent  pour le saillant de la « Mule Shoe ». Le saillant de la Mule Shoe forme une bosse dans les lignes confédérées, une partie stratégique des hauteurs cruciales, mais qui est vulnérable à une attaque sur trois côtés. Au cours de la nuit du 11 mai, les commandants confédérés retirent la plupart des pièces d'artillerie du saillant, convaincus que la prochaine attaque de Grant tombera ailleurs. Steuart, à son crédit, est attentif aux préparatifs de l'ennemi et envoie un message à Johnson, l'avertissant de l'imminence d'une attaque ennemie, et demandant le retour de l'artillerie.
Malheureusement, peu de temps avant l'aube, le 12 mai, les forces de l'Union, composées de trois divisions entières (IIe corps du major général Winfield S. Hancock) attaquent le Mule Shoe à travers un épais brouillard, prenant les forces confédérées par surprise. L'épuisement, la nourriture insuffisante, le manque de soutien de l'artillerie, et de la poudre humide par la nuit de la pluie contribuent à l'effondrement de la position confédérée alors que les forces de l'Union déferlent hors de la brume, écrasant les hommes de Steuart et mettant fin à la brigade de Virginie. Les mousquets confédérés ne tireront pas en raison de la poudre humide, et en dehors de deux autres pièces d'artillerie, les sudistes sont effectivement sans armes à feu. Au cœur des combats au corps à corps qui suivent, Steuart est forcé de se rendre au colonel James A. Beaver du 148th Pennsylvania Infantry. Beaver demande à Steuart « Où est votre épée, monsieur ? », ce à quoi le général répond, avec beaucoup de sarcasme, « eh bien, suh, vous nous avez tous éveillé si tôt de cette matin que je n'ai pas eu le temps de la prendre ». Steuart est amené au général Hancock, qui avait vu la femme de Steuart, Maria, à Washington, avant la bataille, et tenait à lui donner des nouvelles de son mari. Il lui tend sa main, demandant « comment allez-vous, Steuart ? ». Mais Steuart refuse de serrer la main de Hancock ; bien que les deux hommes aient été amis avant la guerre, ils sont ennemis. Steuart, déclare : « compte tenu des circonstances, général, je refuse de vous serrer la main », ce à quoi Hancock aurait répondu, « et en toute autre circonstance, général, j'aurai refusé de la tendre ». Après cet épisode, Hancock offensé, quitte ensuite Steuart pour marcher vers l'arrière de l'Union avec les autres prisonniers.
Après la bataille, Steuart est envoyé comme prisonnier de guerre à Charleston, Caroline du Sud, et plus tard est emprisonné à Hilton Head, où lui et d'autres officiers sont placés sous le feu de l'artillerie confédérée. Les combats à Spotsylvania mettent un terme à sa brigade. La division de Johnson, forte de 6 800 au début de la bataille, est maintenant si sévèrement réduite qu'à peine une brigade peut être formée. Le 14 mai, les brigades de Walker, Jones, et Steuart sont consolidées dans une petite brigade sous le commandement du colonel Terry du 4th Virginia Infantry.

### Petersburg, Appomattox et fin de la guerre

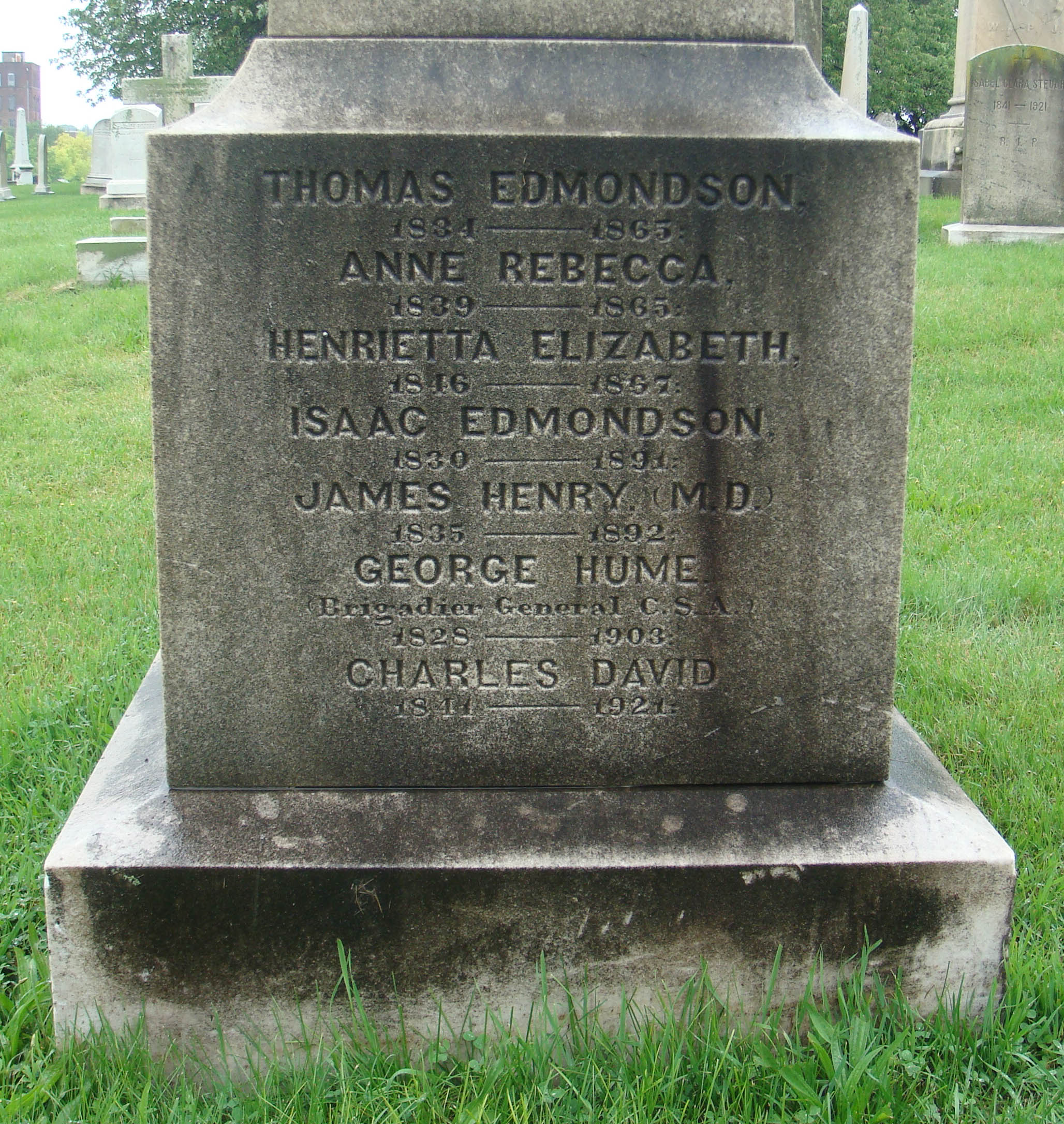
Pierre tombale du brigadier-général George H. Steuart et d'autres membres de la famille Steuart, cimetière de Green Mount, à Baltimore.

Steuart est échangé plus tard dans l'été de 1864, reprenant le commandement d'une brigade dans l'armée de Virginie du Nord, dans la division du major général George Pickett. La brigade de Steuart est composée des régiments des 9th, 14th, 38th, 53rd et 57th Virginia, et sert dans les tranchées au nord du fleuve James pendant le siège de Petersburg (9 juin 1864 - 25 mars 1865). À ce stade de la guerre, le ravitaillement confédéré a diminué au point où l'armée de Lee commence à souffrir de la faim, et le vol de nourriture devient un problème grave. Steuart est contraint d'envoyer des gardes armés au dépôt de ravitaillement à Petersburg afin de s'assurer que les colis de ses hommes ne soient pas volés par des pillards.
Il continue de mener sa brigade dans la division de Pickett au cours de la campagne d'Appomattox (29 mars-9 avril 1865), à la bataille de Five Forks (1er avril 1865), et à Sayler's Creek (6 avril 1865), les deux dernières batailles marquant la fin effective de la résistance confédérée. Pendant Five Forks, le général Pickett est distrait par une grillade d'alose, et Steuart a le commandement de l'infanterie, alors qu'il porte le poids d'un assaut énorme de l'Union, du général Sheridan menant près de 30 000 hommes contre les 10 000 de Pickett. Les conséquences sont encore plus désastreuses qu'à Spotsylvania l'année précédente, avec au moins 5 000 hommes faits prisonniers par les forces de Sheridan. La fin de la résistance confédérée se compte maintenant en jours. À Sayler's Creek, l'armée de Lee, affamée et épuisée, tombe finalement. En voyant le flot des survivants le long de la route, Lee s'exclame devant le major général William Mahone, « mon Dieu,  est-ce que l'armée est dissoute ? », ce à quoi il lui répond : « Non, général, ici, les troupes sont prêtes à faire leur devoir ».
Steuart continue à se battre jusqu'à la fin, se rendant finalement avec Lee au général Ulysses S. Grant à Appomattox Court House, le 9 avril 1865, un des 22 brigadiers restants sur les 146 d'origine de Lee. Selon un vétéran du Maryland, « nul autre dans la guerre a donné plus complètement et consciencieusement chacune de ses aptitudes, toute son énergie pour la cause du Sud ».

### Après la guerre
Après la fin de la guerre, Steuart retourne au Maryland, et prête serment de fidélité à l'Union. Il cultive à Mount Steuart, un corps de ferme sur une colline près de la South River, au sud d'Edgewater et sert en tant que commandant d'une division du Maryland des vétérans confédérés unis. Il décède le 22 novembre 1903, à l'âge de 75 ans à South River, dans le Maryland, d'un ulcère. Il est enterré dans le cimetière Green Mount à Baltimore avec sa femme Maria, qui meurt trois ans plus tard, en 1906. Ses deux filles, Marie et Anne, lui survivent. Il n'est sans doute pas  étonnant, comme le Maryland est resté dans l'Union tout au long de la guerre, qu'on ne trouve aucun monument de Steuart dans son État d'origine. Cependant, la région de Steuart Hill de Baltimore se souvient de la longue association de sa famille avec la ville.